# XIXe siècle en droit au Québec

Cet article présente une chronologie du droit au Québec de 1800 à 1899. La chronologie comprend un ensemble d'événements relatifs 1) à la constitution et à des lois majeures, 2) au système judiciaire et son administration, 3) à la jurisprudence des tribunaux 4) à la pratique du droit, 5) à des rapports de commissions d'enquête sur la justice et le gouvernement, 6) à l'enseignement et l'étude du droit.
| Date | Événement |
| ---- | --- |
| 1800 | Le 18 novembre, décès du père Jean-Joseph Casot, dernier jésuite du Québec. La couronne s'empare des biens des jésuites. |
| 1825 | Adoption par le Parlement du Royaume-Uni du Canada Tenures Act. |
| 1828 | Le 2 mai, la Chambre des communes britannique forme un Comité spécial de la Chambre des Communes sur le gouvernement civil du Canada. |
| 1828 | Le 22 juillet, la Comité spécial de la Chambre des Communes sur le gouvernement civil du Canada remet son rapport. |
| 1829 | Adoption de la Loi sur les écoles de syndic par la Chambre d'Assemblée du Bas-Canada qui, à l'initiative du parti patriote, institue un système scolaire laïque fondé sur des principes d'accessibilité universelle et de gratuité de l'éducation de base. |
| 1832 | Publication à Montréal du premier tome du Traité sur les lois civiles du Bas-Canada de Henry Des Rivières Beaubien. Le troisième et dernier tome paraît en 1833. |
| 1834 | Le 21 février, la Chambre d'assemblée du Bas-Canada adopte les 92 résolutions à 6 voix contre 23. |
| 1834 | Le 15 avril, John Arthur Roebuck, député de Bath et agent de la Chambre d'assemblée du Bas-Canada, dépose une motion à la Chambre des communes britannique pour la nomination d'un Comité spécial d'enquête sur les moyens de remédier aux maux qui existent dans la forme des gouvernements du Haut et du Bas-Canada (Select Committee to inquire into the means of remedying the evils which exist in the form of the Governments now existing in Upper and Lower Canada). |
| 1835 | Le 1er juillet, gouvernement britannique nomme Archibald Acheson, 2e comte de Gosford gouverneur général de l'Amérique du Nord britannique et met sur pied la Commission royale d'enquête sur tous les griefs affectant les sujets de sa majesté dans le Bas-Canada dirigée par le nouveau gouverneur général avec l'assistance de sir Charles Grey et sir George Gipps. Frédérick Elliott est nommé secrétaire de la commission d'enquête. |
| 1836 | Le 17 novembre, la commission Gosford rend son 6e et dernier rapport. La Chambre des communes britannique ordonne l'impression des rapports le 20 février 1837. |
| 1836 | Le 2 mars, les rapports de la commission Gosford sont déposés à la Chambre des communes britannique. |
| 1836 | Vers le 1er mai, le Conseil législatif nommé par le Gouverneur refuse de voter les crédits pour financer les écoles de syndic mises sur pied depuis 1829. Le premier mai 1836, les journaux patriotes paraissent bordés de noir pour marquer le deuil. Certains voient dans cet événement un facteur ayant contribué aux rébellions de 1837 et 1838. |
| 1837 | Le 6 mars, le ministre britannique de l'Intérieur John Russell dépose 10 résolutions concernant le Bas-Canada dans la Chambre des communes. La 8e résolution autorise le gouverneur à passer outre à la Chambre d'assemblée du Bas-Canada pour payer les arrérages des comptes de dépenses de l'administration de la justice et du gouvernement civil. |
| 1837 | Le 5 décembre, le gouverneur Gosford proclame la loi martiale dans le district de Montréal. La loi est en vigueur jusqu'au 27 avril 1838. |
| 1838 | Le 10 février, le Parlement britannique adopte une loi qui suspend les pouvoirs du Parlement du Bas-Canada jusqu'au 1er novembre 1840 et autorise le gouverneur à nommer un Conseil spécial jouissant temporairement du pouvoir d'adopter des lois et des ordonnances,. |
| 1838 | Le 27 mars, l'administrateur John Colborne proclame l'entrée en vigueur de l'Acte pour établir des dispositions temporaires pour le gouvernement du Bas-Canada. |
| 1838 | Le 4 novembre, le gouverneur intérimaire John Colborne proclame la loi martiale dans le district de Montréal. La loi est en vigueur jusqu'au 24 août 1839. |
| 1840 | Le Conseil spécial du Bas-Canada adopte une ordonnance qui met en place un système de gouvernement municipal. |
| 1840 | Le 23 juillet, le Parlement du Royaume-Uni adopte la Loi pour réunir les Provinces du Haut et du Bas-Canada et pour le gouvernement du Canada (An Act to reunite the Provinces of Upper and Lower Canada, and for the Government of Canada, 3 & 4 Vict., c. 35),. |
| 1841 | Le 10 février, proclamation de l'entrée en vigueur de la Loi de l'Union. |
| 1842 | Le 16 mars, le gouverneur Charles Bagot nomme C. R. Ogden, procureur général, C. D. Day, solliciteur général, Alexander Buchanan, Hugues Heney et Gustavus William Wicksteed commissaires à la révision des statuts et ordonnance du Bas-Canada, conformément à une adresse de l'Assemblée législative présentée le 28 août 1841. |
| 1843 | Le 9 décembre, les projets de loi sur réforme du système judiciaire du Bas-Canada pilotée par Lafontaine (7 Vict, c. 16, 18 et 19) deviennent loi. Le système réformé s'applique à compter du 21 avril 1844. |
| 1845 | Le 1er juillet, publication à Montréal de Les actes et ordonnances révisés du Bas-Canada, traduction française de l'ouvrage de langue anglaise produit par la commission de révision des statuts et ordonnances du Bas-Canada. La commission remettait un premier rapport le 21 mars 1843 et un deuxième le 24 novembre 1843. |
| 1848 | Ouverture de la faculté de droit de l'Université McGill, première faculté de droit au Québec. Des cours informels de droit y sont donnés depuis 1829. |
| 1849 | Nouvelle réforme du système judiciaire du Bas-Canada (12 Vict., c. 37, 38 et 40). |
| 1849 | Le 30 mai, sanction de l'Acte pour l'incorporation du Barreau du Bas-Canada. |
| 1854 | En septembre, ouverture des premiers cours de la nouvelle faculté de droit de l'Université Laval. |
| 1854 | Le 8 novembre, le député J. W. Gamble dépose une motion à l'Assemblée législative du Canada-Uni pour enjoindre au greffier en loi de la Chambre de préparer un index des statuts révisés du Bas-Canada sur le modèle de celui déjà du Haut-Canada. Le travail est effectué par Gustavus William Wicksteed et la traduction française par D. P. Myrand et E. P. Dorion. |
| 1854 | Le 18 décembre, l'Acte abolissant les droits et devoirs féodaux dans le Bas-Canada reçoit la sanction royale du gouverneur. C'est l'abolition du système de tenure foncière dite seigneuriale au Bas-Canada. |
| 1856 | Le 8 mai 1856, une résolution de l'Assemblée législative du Canada-Uni enjoint au greffier Wicksteed de préparer un tableau chronologique des statuts provinciaux et des ordonnances du Bas-Canada. |
| 1857 | Le 18 février, parution à Toronto de l'Index des statuts en force dans le Bas-Canada, à la fin de la session de 1856 : comprenant la classification de ces statuts, la révision des actes publics généraux, et un index des statuts qui ne sont pas en force préparé par Gustavus William Wicksteed. |
| 1857 | Le 29 mai, l'Assemblée législative du Canada-Uni adopte en troisième lecture un projet de loi intitulée Acte pour pourvoir à la codification des lois du Bas-Canada qui se rapportent aux matières civiles et à la procédure (20 Vict., ch. 43). Par cette loi, trois commissaires et deux secrétaires doivent être nommés pour refondre le droit du Bas-Canada dans un Code civil et un Code de procédure civile modelés sur les codes français. Trois juges de la Cour supérieure du Bas-Canada sont nommés commissaires : René-Édouard Caron, Charles Dewey Day et Augustin-Norbert Morin. Le secrétaire de langue française est Joseph-Ubalde Beaudry et le secrétaire de langue anglaise Thomas McCord . |
| 1857 | Réforme du système judiciaire qui a pour effet de décentraliser la justice (20 Vict., c. 44). |
| 1857 | Le 1er novembre, parution à Toronto de la Table des statuts provinciaux et des ordonnances en force ou qui ont été en force dans le Bas-Canada dans leur ordre chronologique préparée par Gustavus William Wicksteed. |
| 1862 | Le 22 mai, les trois commissaires chargés de la refonte de droit du Bas-Canada déposent leur premier rapport . |
| 1864 | Le 10 octobre, les délégués des provinces de l'ANB envoyés à la conférence de Québec adoptent une série de 72 résolutions sur un projet d'union fédérale. |
| 1865 | Le 31 janvier, les trois commissaires chargés de la refonte de droit du Bas-Canada déposent leur dernier rapport ainsi qu'un projet de loi sur le Code civil du Bas-Canada à l'Assemblée législative du Canada-Uni. |
| 1865 | Le 3 février, commencement des débats sur l'union des provinces de l'ANB dans le Parlement du Canada-Uni sur la base des résolutions de la conférences de Québec. Les parlementaires débattent de cette question jusqu'au 14 mars. |
| 1866 | Le 26 mai, proclamation de l'entrée en vigueur du Code civil du Bas-Canada,. |
| 1866 | Le 4 décembre, les délégués des provinces de l'ANB envoyés à la conférence de Londres adoptent une série de résolutions. |
| 1867 | Le 16, 18 et 19 mars, débats sur l'union des provinces de l'ANB dans la Chambre d'assemblée de la Nouvelle-Écosse. |
| 1867 | Le 29 mars, la reine Victoria sanctionne l'Acte de l'Amérique du Nord britannique (British North America Act, 1867, 30-31 Vict. c. 3 (U.K.)), loi constitutionnelle qui donne naissance à la Puissance du Canada (Dominion of Canada), en fédérant trois colonies britanniques qui deviennent quatre provinces canadiennes (Ontario, Québec, Nouvelle-Écosse et Nouveau Brunswick). |
| 1867 | Le 1er juillet, entrée en vigueur de l'Acte de l'Amérique du Nord britannique, donnant naissance à un nouveau pays indépendant sous le nom de Dominion du Canada. |
| 1873 | Publication à Montréal, du premier volume du Commentaire sur le Code civil du Bas-Canada de Thomas-Jean-Jacques Loranger. Un deuxième volume paraît en 1879. |
| 1875 | Le 8 avril, adoption de la Loi sur la Cour suprême, S.C. 1875, c. 11 qui crée la Cour suprême du Canada, cour générale d’appel pour l'ensemble de la fédération canadienne. Deux projets de loi proposant la création d'une cour suprême avaient été rejetés en 1869 et 1870. |
| 1875 | Le 30 septembre, nomination de William Buell Richards comme juge en chef de la Cour suprême du Canada, et de William Johnstone Ritchie, Samuel Henry Strong, Jean-Thomas Taschereau, Télesphore Fournier, William Alexander Henry comme juges puinés de la dite cour,. |
| 1876 | En janvier, la Cour suprême du Canada adopte des règles de procédure. |
| 1877 | Le 16 août, mise sur pied de la Commission de révision et refonte des statuts de la province de Québec présidée par le juge Loranger. |
| 1879 | Fondation par Loranger et d'autres juristes de Montréal de la revue mensuelle de droit Thémis qui paraît jusqu'en décembre 1884. |
| 1892 | Le Parlement fédéral du Canada adopte le Code criminel, S.C. 1892, c. 29. |